# Das Limit bin nur ich
Das Limit bin nur ich ist ein deutscher Dokumentarfilm von Markus Weinberg und Steffi Rostoski über den Extremsportler Jonas Deichmann. Er feierte am 8. Mai 2022 seine Premiere in Deutschland.

## Handlung
Jonas Deichmann startet 2020 seine Weltumrundung in München vor der Feldherrnhalle. Über Österreich geht es bei schönstem Wetter nach Kroatien. Zugleich wird sein Vater zu seiner Kindheit interviewt. In Kroatien schwimmt Deichmann 450 Kilometer an der Adriaküste entlang nach Dubrovnik. Unterwegs filmt er auch das schlechte Wetter und die Begegnungen mit den Menschen.
Von Dubrovnik fährt er weiter mit dem Fahrrad in die Türkei und hofft hier auf die Einreise nach Russland. Hier kommt ihm allerdings die zweite Coronawelle in die Quere, aufgrund derer die Grenzen geschlossenen sind. Erst nach einigen Wochen und diplomatischer Vermittlung erhält er ein befristetes Visum. Daraufhin fährt er über die Ukraine in der Nähe von Charkiw nach Russland. Im Spätwinter kämpft er nicht nur gegen die fehlenden Radwege, sondern auch gegen die eisigen Temperaturen. Dennoch begegnet er auch hier hilfsbereiten Menschen.
Schließlich kommt er in Wladiwostok an, von wo er mit dem Schiff in die USA weiterfahren wollte. Aufgrund der Coronavirus-Pandemie sitzen allerdings alle russischen Segelschiffe in Südkorea fest. Zudem wird ihm die Einreise in die USA und nach Kanada verweigert. Deshalb beschließt er entgegen seinem ursprünglichen Plan nach Mexiko zu fliegen. Er startet an der amerikanischen Grenze und durchläuft mit Anhänger zunächst die Halbinsel Baja California Richtung Süden. Hierbei wird er fast durchgängig von Menschen begleitet oder erhält in der Wüste von Fremden Wasserflaschen.
Daraufhin setzt er zum Festland in die Provinz Sinaloa über. Er wird vom Kartell instruiert, was er filmen soll, doch ansonsten wird er in Ruhe gelassen. Auf seinem Weg nach Zentralmexiko wird er zum Medienphänomen und erhält den Spitznamen der „Deutsche Forrest Gump“. Zwar gibt Deichmann zu erkennen, dass ihn die Pressetermine und Veranstaltungen bei seinem Lauf stören, doch bleibt er freundlich und nimmt die Termine dankend an. Schließlich kommt er auf der Halbinsel Yucatán an und trifft wie bereits zuvor auf seinen Vater, der ihn ein Stück des Weges begleitet und ihn unterstützt.
Daraufhin geht es mit dem Flugzeug nach Lissabon. Dort steigt er erneut auf das Fahrrad und fährt zurück nach Deutschland. Hier wird er von Schnee erwartet, was ihn allerdings nicht mehr zu stören scheint. Schließlich erreicht er im November 2021 wieder den Platz vor der Feldherrnhalle und wird von seiner Familie und der Presse empfangen. Er kündigt an, dass sein nächstes Projekt 2023 beginnen und etwas Großes sein wird.

## Produktion
Regisseur Markus Weinberg begleitete Deichmann jeweils für ein bis zwei Wochen. Ansonsten filmte Deichmann mit eigenen Kameras. Der Film wird über Rise and Shine Cinema vertrieben.

## Rezeption
Nach Bernd Steinle sei es „ein Projekt, das heute, in Kriegstagen, wie aus fernen Zeiten wirke, weil es ganz auf Internationalität gebaut sei, auf Offenheit, eine Verbundenheit über alle Grenzen.“